# Jimmy Forrest (calciatore)
James Henry Forrest (Blackburn, 24 giugno 1864 – 30 dicembre 1925) è stato un calciatore inglese.
Durante la sua carriera ha vissuto in prima persona il passaggio dal calcio amatoriale a quello professionistico, avvenuto in Inghilterra tra il 1880 e il 1900 circa. In carriera ha vinto cinque FA Cup, tutte con la maglia del Blackburn, ed è stato il primo calciatore professionista a indossare la maglia della nazionale inglese.

## Carriera

### Blackburn
Forrest, nato a Blackburn, iniziò a giocare a calcio a scuola. Abbandonati gli studi, cominciò a lavorare nel commercio del cotone, senza però rinunciare a giocare nelle giovanili di un club cittadino nominato King's Own Blackburn.
Nel 1883, il diciottenne Forrest accettò la proposta del Blackburn Rovers ad entrare in squadra. All'epoca non esisteva un campionato vero e proprio e ci si limitava a disputare incontri amichevoli e tornei come la Lancashire Senior Cup e la FA Cup.
Nella sua prima stagione con i Rovers, Forrest raggiunse la finale di FA Cup, vinta per 2-1 contro il club scozzese del Queen's Park. In quella partita Forrest realizzò il secondo goal per la sua squadra anche se, stando alle cronache dell'epoca, al momento del tiro vincente si trovava in posizione di fuorigioco.
Con 19 anni e 277 giorni d'età, Forrest era il più giovane calciatore ad aver segnato una rete in una finale di FA Cup, un record che perderà solo nel 1939 per mano di Dicky Dorsett.
Sempre a 19 anni, Forrest esordì in nazionale in una partita contro il Galles giocata il 17 marzo 1884. Il 21 marzo 1884 Forrest affrontò la Scozia: in quella occasione gli avversari si lamentarono del fatto che Forrest fosse un calciatore professionista (all'epoca riceveva dai Rovers una paga di 1 sterlina a settimana). Alla fine gli fu concesso di scendere in campo a patto di giocare indossando una casacca diversa dai compagni per distinguerlo. Fu inoltre imposto ai Rovers di non pagarlo nei periodi in cui giocava con l'Inghilterra, trasformandolo di fatto nel primo calciatore professionista a giocare per la nazionale di calcio inglese.
La finale di FA Cup del 1885 vide di nuovo scontrarsi i Rovers con i Queen's Park e ancora una volta ad avere la meglio furono gli inglesi con un secco 2-0, nonostante gli avversari schierassero in campo ben sei nazionali scozzesi.
Nel luglio del 1885 la Football Association aprì definitivamente le porte della nazionale agli atleti professionisti, stabilendo inoltre delle norme precise (e in alcuni casi davvero curiose) per stabilire se un calciatore fosse o meno un professionista: per esempio, tutti i calciatori di professione potevano ricevere un compenso dal club di appartenenza, a patto che fossero nati o risiedessero da almeno due anni in un raggio di massimo 10 chilometri dal terreno di gioco della squadra
Nel 1886 Forrest alzò al cielo la sua terza FA Cup, vinta per 2-0 contro il West Bromwich Albion.
Nella primavera del 1888 i maggiori club professionistici britannici decisero di organizzare un campionato a tutti gli effetti per alzare il livello qualitativo e competitivo del calcio. Così l'8 settembre 1888 iniziò il primo campionato inglese, che contava dodici partecipanti tra i quali il Blackburn di Forrest. In quella stagione Forrest totalizzò 19 presenze e i Rovers chiusero il campionato in quarta posizione.
L'anno successivo Forrest saltò una sola gara di campionato, chiuso al terzo posto. In FA Cup, i Rovers tornarono protagonisti raggiungendo la finale contro il Wednesday F.C., vinta con un roboante 6-1.
Il 1890 fu anche l'anno in cui Forrest diede l'addio alla nazionale: il 15 marzo chiuse la sua carriera internazionale travolgendo per 9-1 l'Irlanda. Il suo score con la maglia dell'Inghilterra conta 11 presenze con 6 vittorie, 3 pareggi e 2 sconfitte (entrambe subite contro la Scozia).
Nella stagione 1890-1991 Forrest militò ancora con i Rovers: la squadra giunse al sesto posto in campionato e vinse la finale di FA Cup contro il Notts County per 3-1. Forrest divenne così il terzo giocatore della storia ad aver vinto cinque FA Cup dopo Arthur Kinnaird e Charles Wollaston. Il 5 maggio 2012 si è aggiunto a questo terzetto il difensore del Chelsea John Terry.
Forrest rimase con i Rovers fino all'ottobre del 1895, quando accusò il club di avergli chiesto di rinunciare allo status di calciatore professionista per non dovergli pagare lo stipendio. Il Blackburn negò il fatto, ma oramai i rapporti con il giocatore si erano logorati e Forrest decise così di andare a giocare con il Darwen F.C.

### Darwen
Forrest giocò con il club di Second Division del Darwen nella stagione 1895-1896. Una delle prime partite con la nuova maglia fu un'amichevole contro gli ex-compagni del Blackburn Rovers. Al termine di quella stagione, Forrest si ritirò dal calcio giocato.

## Post carriera
Dopo il ritiro dall'attività agonistica, Forrest divenne titolare dell'Audley Arms Hotel di Blackburn, ma in seguito tornò ai Rovers in qualità di amministratore e, nel 1906, di direttore.
Suo figlio, James Henry Forrest, giocò con i Rovers per quattro stagioni negli anni venti del XX secolo.

## Palmarès
- Coppa d'Inghilterra: 5

Blackburn: 1883-1884, 1884-1885, 1885-1886, 1889-1890, 1890-1891
- Lancashire Senior Cup: 2

Blackburn: 1883-1884, 1884-1885